# Jean van Silfhout (Nederland)
Jean Baptiste (Jean) van Silfhout (Sloten, 4 februari 1902 - Jakarta, 1956) was een zwemmer, waterpoloër en roeier, die Nederland driemaal vertegenwoordigde bij de Olympische Spelen: Antwerpen 1920, Parijs 1924 en Amsterdam 1928.

## Biografie
Bij zijn olympisch debuut in de Belgische havenstad nam Van Silfhout, lid van zwemvereniging Het Y uit Amsterdam, deel aan het zwemmen en het waterpolo. Naast Jean van Silfhout bestond de vierkoppige Nederlandse zwemselectie verder uit: Rie Beisenherz (100 m vrije slag), Ko Korsten (eveneens 100 m vrije slag) en Cor Zegger (1500 m vrije slag). In die tijd bedroeg de baanlengte niet 50 m zoals in later jaren, maar 100 m. Bovendien werd er gestart vanuit het water. Op het koningsnummer kwam hij niet verder dan de series; hij zette een tijd (1.08,0) neer. Bij het waterpolo eindigde hij met het Nederlandse team ex aequo op een zevende plaats.
Vier jaar later, toen met Parijs de gastheer was van de Olympische Spelen, deed de veelzijdige Van Silfhout niet meer mee als zwemmer, maar wel als lid van de Nederlandse roeiequipe, namelijk van de vier met stuurman. Die boot behaalde de finale, maar viel daarin uit. Volgens de overlevering moest de Nederlandse roeiploeg voor de finale lange tijd in de brandende zon wachten en viel de slagroeier Dirk Fortuin tijdens de wedstrijd flauw toen men in eerste positie lag. De roeiwedstrijden vonden plaats op een recht gedeelte van de rivier de Seine bij Argenteuil.
Op de Olympische Spelen van 1928 in Amsterdam nam hij voor de laatste maal deel. Ditmaal maakte hij weer deel uit van de waterpolo-selectie die op een vijfde plaats eindigde.
Van Silfhout overleed in 1956 in de Indonesische hoofdstad Jakarta.

## Palmares

### waterpolo
- 1920: 7e, OS in Antwerpen
- 1928: 5e, OS in Amsterdam

### zwemmen (vrije slag)
- 1920: series OS van Antwerpen

### roeien (twee zonder stuurman)
- 1925:  EK in Praag

### roeien (vier met stuurman)
- 1924: DNF OS van Parijs
- 1924:  EK in Zürich
- 1925:  EK in Praag

Jo Brandsma · 
Jacob Brandsma · 
Dirk Fortuin · 
Jean van Silfhout · 
Louis Dekker (stuurman)
Gé Bohlander · 
Johan Cortlever · 
Leen Hoogendijk · 
Carl Kratz · 
Karel Meijer · 
Piet Plantinga · 
Jean van Silfhout · 
Karel Struijs · 
Piet van der Velden
Koos Köhler · 
Sjaak Köhler · 
Cornelis Leenheer · 
Abraham van Olst · 
Jan Scholte · 
Han van Senus · 
Jean van Silfhout